# Megachile septentrionella
Megachile septentrionella är en biart som beskrevs av Pasteels 1965. Megachile septentrionella ingår i släktet tapetserarbin, och familjen buksamlarbin. Inga underarter finns listade i Catalogue of Life.